# NGC 478
NGC 478 is een spiraalvormig sterrenstelsel in het sterrenbeeld Walvis. Het hemelobject ligt ongeveer 283 miljoen lichtjaar van de Aarde verwijderd en werd in 1886 ontdekt door de Amerikaanse astronoom Francis Preserved Leavenworth.

## Synoniemen
- PGC 4803
- ESO 476-3
- MCG -4-4-5
- VV 398
- AM 0117-223
- IRAS01177-2238